# Kampf um die Erde
Kampf um die Erde (Originaltitel: Battlefield Earth, wörtlich: „Schlachtfeld Erde“) ist der Titel einer 1982 erschienenen Roman-Trilogie des Science-Fiction-Autors und Scientology-Gründers L. Ron Hubbard.

## Handlung
Geschildert wird der Befreiungskampf der Reste der Menschheit (ca. 30.000 weltweit, viele davon auf den britischen Inseln) gegen die Psychlos, eine Rasse außerirdischer Besatzer, die ca. 1000 Jahre vor der Handlung, etwa um das Jahr 2000, die Erde erobert und in weniger als einer Stunde mit Giftgas entvölkert haben und nun die Bodenschätze des Planeten ausbeuten. Ein Gewissen zeigten die Eroberer hierbei nicht, und die unbemannte Sonde, die das Gas verteilte, war selbst gegen atomare Angriffe immun. Überlebende konnten sich nur in der Nähe ionisierender Strahlung aufhalten, da die Atemluft der Eroberer mit dieser explosiv reagiert (und nach Gebrauch aus den Anzügen gelassen wird, daher ist es für Psychlos unmöglich sich dort aufzuhalten, weil sie schlichtweg explodieren würden.). Als Terl erkennt, dass sich in der Nähe der für seine Rasse gefährlichen Gebiete noch größere Goldvorräte befinden, beschließt er, diese von den Menschen ausbeuten zu lassen und das Gold heimlich nach Psychlo zu transportieren, um so seinen gesellschaftlichen Rang zu verbessern, denn auf dem Planeten Psychlo zählt nur Reichtum; auch für politische Macht. Dazu nimmt er den jungen Johnnie Goodboy Tyler gefangen, welcher sein Dorf in einer radioaktiv verseuchten Gegend verlassen hatte, um sich die mittlerweile als Dämonen bekannten Psychlos näher anzusehen. 
Terl erkennt schnell, dass Tyler intelligenter ist, als er den Menschen bisher zugetraut hätte, als dieser von sich aus Kommunikationsversuche unternimmt und Worte aus der Sprache der Psychlos wiederholt. Mit Hilfe einer Maschine, die Lernprogramme enthält, bringt er Johnny die Sprache einer als Forscher und Historiker bekannten Rasse bei (Psychlo ist aus Gründen der Geheimhaltung verboten, Johnny lernt diese aber von selbst), sowie die elementare Bedienung der Maschinen und Gerätschaften, die zum Bergbau und Transport des Goldes benötigt werden. Johnny findet jedoch von selbst noch weitere Bänder, die Terl gedankenlos (und davon ausgehend, dass Johnny die Maschine nicht selbst bedienen kann) dazu legt. So lernt Tyler einiges über die Geschichte der Psychlos und die Invasion. 
Tyler gelingt es, Terl zu überzeugen, dass er die geforderten Goldmengen nicht alleine zu fördern in der Lage ist, und bekommt eine unbewaffnete Flugmaschine zur Verfügung gestellt, mit welcher er Kontakt zu Überlebenden überall auf der Welt aufnimmt und diese nach harten Verhandlungen, teils unter Lebensgefahr, hinter sich vereint. Mit diesen reaktiviert er alte Waffensysteme, welche sich als teilweise effektiv gegen die zahlenmäßig weit unterlegenen Psychlos erweisen. Unterstützt wird er hierbei auch von Ker, einem kleinwüchsigen, gutmütigen Psychlo, der die Methoden seiner Rasse nicht gutheißen kann und will. Wie sich herausstellt, sind die Psychlos nicht von Natur aus bösartig, sondern werden von der herrschenden Klasse durch den Einsatz von Implantaten im Gehirn dazu gemacht. Ker besitzt diese aber nicht, weil er als Kind ausgesetzt wurde. 
Die Psychlos werden von Johnny und seiner „Armee“, deren Rückgrat schottische und russische Krieger darstellen, vertrieben, und auch deren Heimatplanet Psychlo wird von Tyler mit einer Atomwaffe zerstört, da die Reaktion der Atmosphäre mit der Radioaktivität eine Kettenreaktion auslöst, die den Planeten in Sekunden vernichtet. Diese „beamt“ Tyler mit dem Gold Terls und den toten Psychlos, in deren Särgen dieser das Gold schmuggeln will, (Terl begeht mehrere Morde, um die erforderliche Zahl an Särgen zur Verfügung zu haben) auf den Heimatplaneten. Danach beginnt ein Krieg gegen die anderen, von den Psychlos bisher unterdrückten, Rassen, welche das entstandene Machtvakuum nutzen wollen und die Menschheit für gefährlich halten. Letztendlich kann erst das Eingreifen eines interstellaren Geldinstitutes (deren Angestellte als Hai-ähnlich beschrieben werden) für einen dauerhaften Frieden sorgen. Außerdem gelingt es Tyler, eine Massenvernichtungswaffe, die Terl als Selbstschutz gebaut hatte, zu reproduzieren, welche ebenfalls ganze Planeten zerstören kann, da sie eine Art superdichten Stern erschafft. Eine nicht verhandlungsbereite kriegerische Rasse wird im Zuge der Verhandlungen versklavt und ausgerottet, während auf der Erde der Wiederaufbau beginnt und diese als interstellares Begegnungszentrum dienen wird.

## Verfilmung
Der Roman wurde 2000 mit dem Schauspieler und Scientology-Anhänger John Travolta in der Rolle des Psychlo-Bösewichtes Terl unter dem Titel Battlefield Earth – Kampf um die Erde verfilmt. Travolta übernahm auch die Aufgaben des Produzenten des Films, der als einer der bis dahin größten Flops in die Filmgeschichte einging. Der Film wurde mit mehreren Goldenen Himbeeren (unter anderem: schlechtester Film der Dekade) ausgezeichnet und gilt gemeinhin als einer der schlechtesten Filme aller Zeiten.